# Shérif de la Cité de Londres

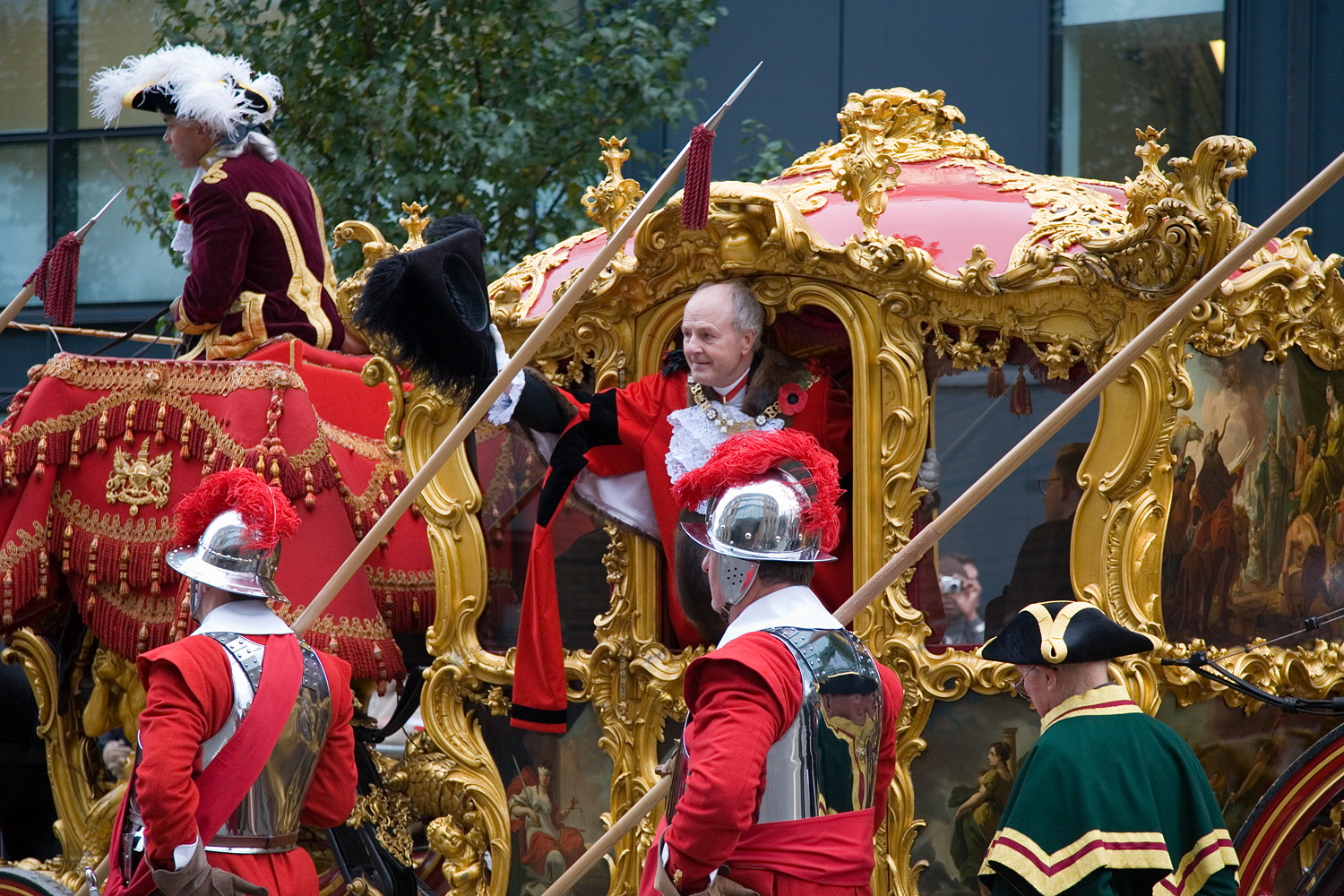
John Stuttard, shérif de la Cité de Londres, de 2005 à 2006.

Deux shérifs sont élus, chaque année, pour la Cité de Londres, en anglais : Sheriffs of the City of London, par les membres des City Livery Companies (en) (littéralement, en français : Compagnies de livrée de la ville). Les shérifs d'aujourd'hui n'ont que des fonctions symboliques, mais les titulaires historiques avaient d'importantes responsabilités judiciaires. Ils ont assisté les juges de la Cour criminelle centrale d'Old Bailey, depuis son rôle initial de tribunal de la ville et du Middlesex.
Les shérifs vivent dans la Cour pénale centrale d'Old Bailey, pendant leur année de service, de sorte que l'un d'entre eux peut toujours être l'assistant des juges. Au tribunal n° 1, les sièges principaux du banc (en) sont réservés à leur usage et à celui du lord-maire de Londres, l'épée de la ville (en) étant suspendue derrière ce banc. Il est d'usage que le lord-maire de Londres ait préalablement exercé les fonctions de shérif.
Par une « coutume d'usage immémorial dans la ville », les deux shérifs sont élus lors du Midsummer à la salle commune de la Corporation de la Cité de Londres (Common Hall) par les Liverymen (en) et par acclamation, sauf si un scrutin est demandé à l'assemblée, qui a alors lieu dans les quatorze jours. Les directeurs de scrutin du Common Hall sont le Recorder de Londres (en) (juge principal du Old Bailey) et les shérifs sortants. En septembre 2019, les shérifs sont le professeur Michael Mainelli, conseiller municipal et Christopher Hayward.
En tant qu'élus, dont la fonction remonte au VIIe siècle (sauf de 1067 à 1132), la juridiction des shérifs couvre un mille carré de la City de Londres. La création plus récente, en 1965, du High Sheriff du Grand Londres (en) couvre les zones de Londres, en dehors de la City, qui comprend aujourd'hui des parties de plusieurs anciens comtés, notamment le Middlesex. 

### Source de la traduction
- (en) Cet article est partiellement ou en totalité issu de l’article de Wikipédia en anglais intitulé « Sheriffs of the City of London » (voir la liste des auteurs).